# Karel de Bazel
Karel Petrus Cornelis de Bazel (Den Helder, 14 februari 1869 – Amsterdam, 28 november 1923) was een Nederlands architect, graveur, tekenaar, meubelontwerper, tapijtontwerper, glaskunstenaar en boekbandontwerper. Hij was de leraar van Adriaan Frederik van der Weij en de eerste voorzitter van de Bond van Nederlandse Architecten (BNA).

## Levensloop

### Jeugd en opleiding
Karel de Bazel was een zoon van Karel Pieter Cornelis de Bazel, conciërge van het Ministerie van Marine, en Petronella Elisabeth Koch. De Bazel kwam uit een eenvoudig milieu en bezocht slechts de lagere school. De Bazel begon zijn loopbaan als leerjongen bij een timmerman in een zogeheten timmerwinkel.
Na zijn avondopleiding bouwkunde aan de Koninklijke Academie van Beeldende Kunsten in Den Haag werd hij in 1888 aangesteld als tekenaar bij het Haags architectenbureau Nieukerken. In 1889 kwam De Bazel via zijn broer, die als vertaler Frans bij een uitgeverij in Leiden werkte, als tekenaar te werken op het bureau van P.J.H. Cuypers in Amsterdam. Bekend uit deze periode zijn onder andere zijn perspectieftekeningen van de Sint-Vituskerk te Hilversum en de Sint-Bavokathedraal in Haarlem. Cuypers, die zeer onder de indruk was van dit werk, bevorderde De Bazel tot opzichter en later tot chef de bureau. Nadat De Bazel in 1894 lid was geworden van de Theosofische Vereniging kwam het tot een breuk met de katholieke Cuypers. In 1895 vormde De Bazel samen met Johannes Ludovicus Mathieu Lauweriks een eigen firma. Tussen 1897 en 1902 gaf hij met hem en met H.J.M. Walenkamp cursussen in de door hen opgerichte theosofische Vahânaloge in Amsterdam (1896-1931) in tekenen, kunstgeschiedenis en esthetica. Hierbij legden zij verbanden tussen een wiskundige architectonische orde, de natuur en de kosmos.

### Faam
In 1904 richtte hij met zijn zwager Kees Oosschot en Klaas van Leeuwen het beroemd geworden Amsterdamse meubelatelier De Ploeg op. Later was hij, samen met Hendrik Petrus Berlage, voorman van een bouwstijl die kenmerkend zou worden voor de tijd in en na de Eerste Wereldoorlog: het Rationalisme. De bouwkundige ontwerpen van De Bazel worden gekenmerkt door oosterse invloeden.

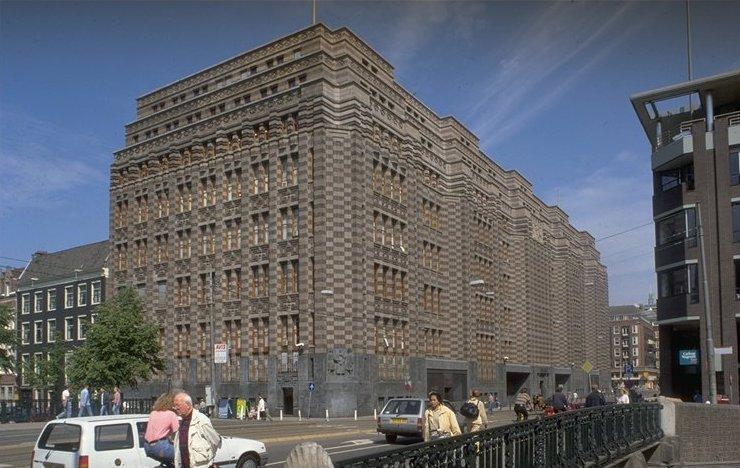
In gebouw De Bazel (1919-1926) huist sinds 2007 het stadsarchief van Amsterdam. Foto: bma.amsterdam.nl.

De Bazel ontwierp onder andere een kantoorgebouw voor de Nederlandsche Handel-Maatschappij, gebouwd 1919-1926, aan de Vijzelstraat 32 in Amsterdam, waarin ook veel van de elementen in het interieur door hem zijn ontworpen. De interieurs werden uitgevoerd door de firma J.B. Hillen waar ook Oosschot het houtsnijwerk uitvoerde. Het voormalige kantoorgebouw wordt inmiddels naar hem De Bazel genoemd, en huisvest sinds 2007 het stadsarchief van Amsterdam.

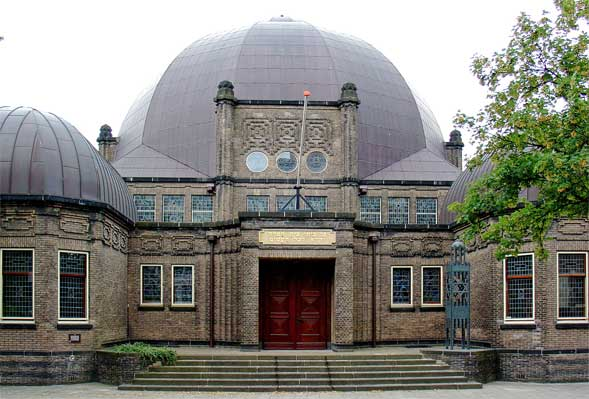
Synagoge van Enschede (1927-1928).

Van 1912 tot 1914 kwam naar ontwerp van De Bazel het gebouw van de Nederlandse Heidemaatschappij in Arnhem tot stand. In de jaren 1918-1920 ontwierp hij de Synagoge van Enschede, die echter pas na zijn dood voltooid werd.

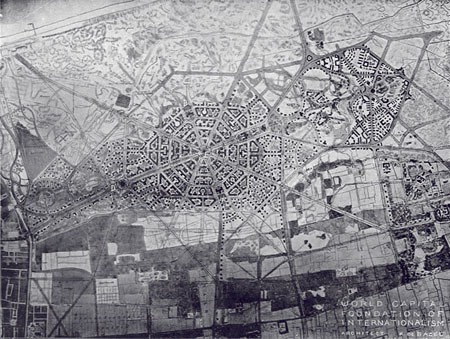
Ontwerp voor een Wereldvredecentrum op de Mussenberg, bij Den Haag (1905)

Ook ontwierp hij in 1905 voor de Stichting voor Internationalisme een achthoekige Wereldhoofdstad, even buiten Den Haag. Dit plan, dat onder andere voorzag in een Vredespaleis en drie academies, werd echter niet uitgevoerd. In plaats daarvan werd het Vredespaleis opgericht. Wel nam Berlage het op in zijn Uitbreidingsplan voor Den Haag 1908, maar ook dit plan werd niet gerealiseerd.
Een bijzonder werk is de modelboerderij Hofstede Oud Bussem (1903) op het landgoed met dezelfde naam in het Gooi. Dit complex werd gesticht door de vermogende student J. van Woensel Kooy (1878-1903). Dit werk werd door Berlage en Dudok zijn beste werk genoemd.
In Den Haag bouwde De Bazel in 1916 een vrijmetselaars- en theosofentempel in de De Ruyterstraat 67 (die nu onderdeel is van het Museum voor Communicatie).

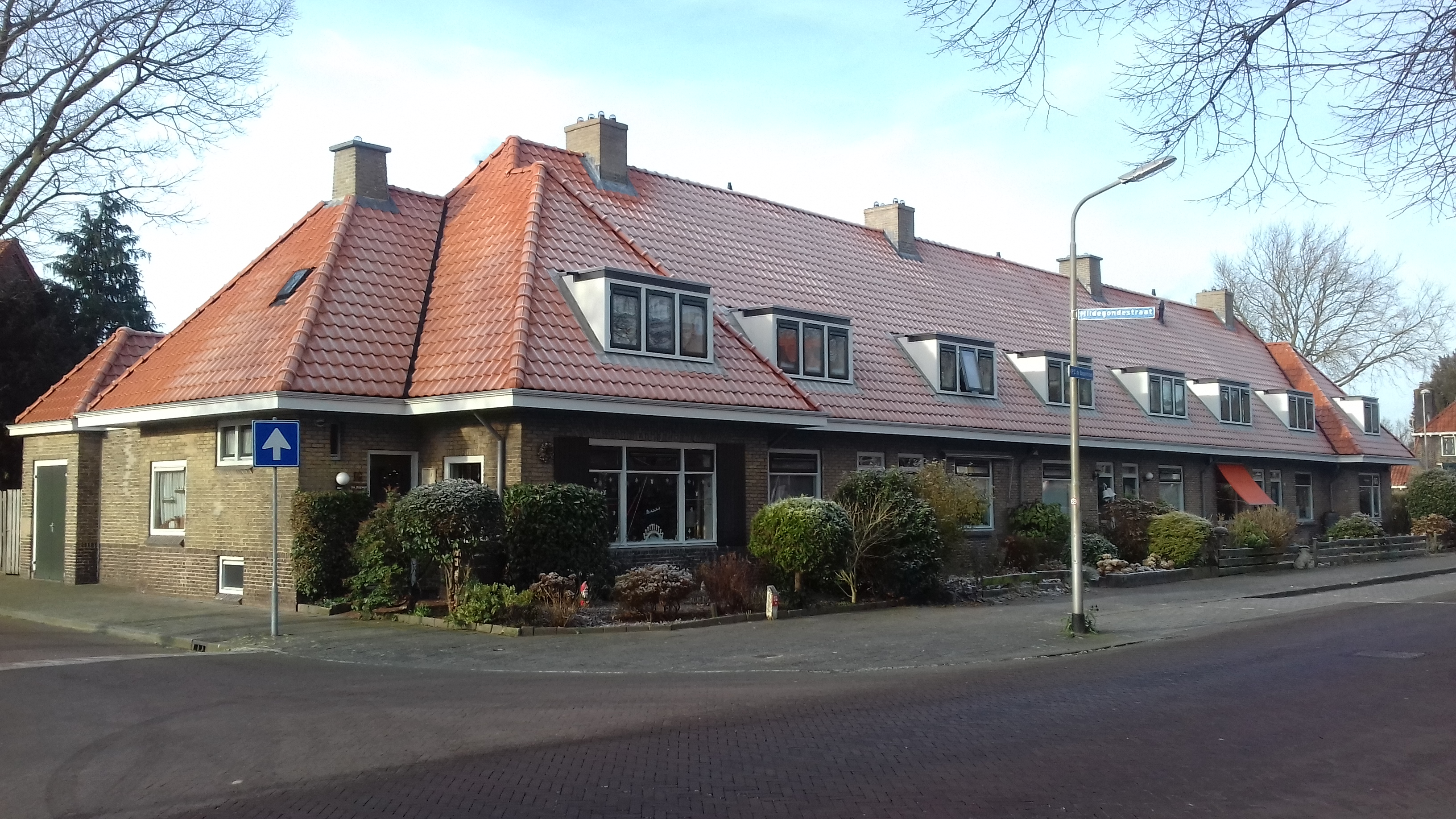
Woningen aan de K.P.C. de Bazelstraat in Bussum (ca. 1923)

De gemeente Bussum vroeg aan De Bazel om een nieuwe woonwijk voor de arbeiders te ontwerpen, vanaf 1918 werden in de Godelindebuurt 143 woningen gebouwd.
In 1921 kreeg hij van de gemeente Bussum de opdracht om nog een nieuwe woonwijk te ontwerpen, het Brediuskwartier. Dit werd een van de mooiste en meest compleet overgebleven voorbeelden van een woon/villawijk in Amsterdamse School-stijl in Nederland. In 2006 is de wijk door het rijk officieel aangewezen als beschermd dorpsgezicht. Daarnaast ontwierp hij ook woonwijkjes voor arbeiders en middenkader in Eindhoven en Dieren.
De Bazel is niet alleen bekend geworden door zijn werk als bouwkundige, maar hij hield zich ook bezig met het ontwerpen van meubels en gebruiksvoorwerpen. Bekende voorbeelden hiervan zijn de door hem in 1909 vervaardigde Amsterdamse wieg voor prinses Juliana en een Pulchrikast die hij ontwierp ter gelegenheid van het huwelijk van Koningin Wilhelmina met prins Hendrik in 1901.

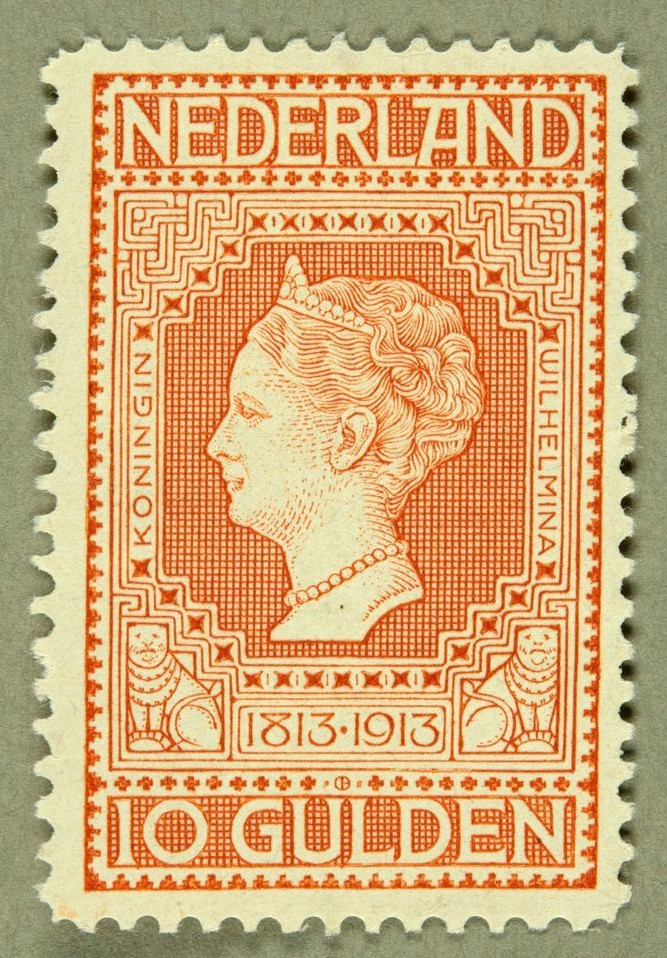
Postzegel (1913)

Ook de postzegels ter ere van het eeuwfeest van het koninkrijk in 1913 werden door De Bazel ontworpen. Hiervoor portretteerde hij Koningin Wilhelmina en haar drie voorgangers Koning Willem I, II en III.

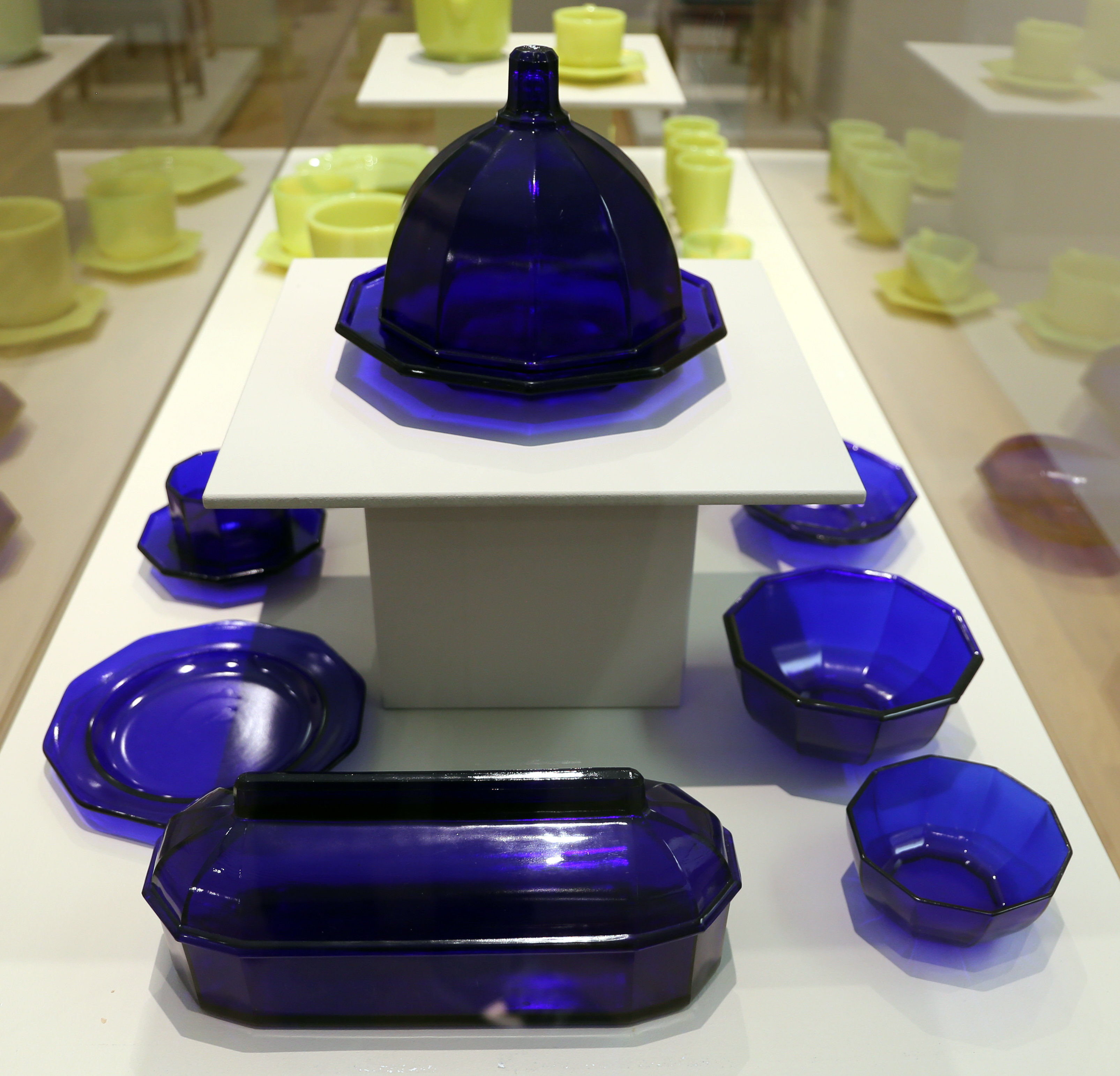
Glasservies (ca. 1920)

De Bazel maakte in Amsterdam tussen 1913 en 1916 een aantal arbeiderswoningen in de Spaarndammerbuurt. De Bazel was tevens een van de spraakmakende ontwerpers van de glasfabriek in Leerdam, die vanaf 1915 kunstenaars inschakelde bij het ontwerpen van gebruiks- en sierglas. Ook architecten als Berlage en Frank Lloyd Wright behoorden tot de ontwerpers van het Leerdammer glas.

### Dood
Karel de Bazel overleed ten gevolge van een longaandoening op 54-jarige leeftijd in de trein van zijn woonplaats Bussum naar Amsterdam terwijl hij onderweg was naar de begrafenis van zijn collega-architect Michel de Klerk. Hij maakte de voltooiing van een van zijn belangrijkste ontwerpen - het gebouw van de Nederlandsche Handel-Maatschappij - in 1926 niet meer mee. De Bazel werd begraven op begraafplaats Westerveld in Driehuis.

## Voorbeelden van ontwerpen van Karel de Bazel

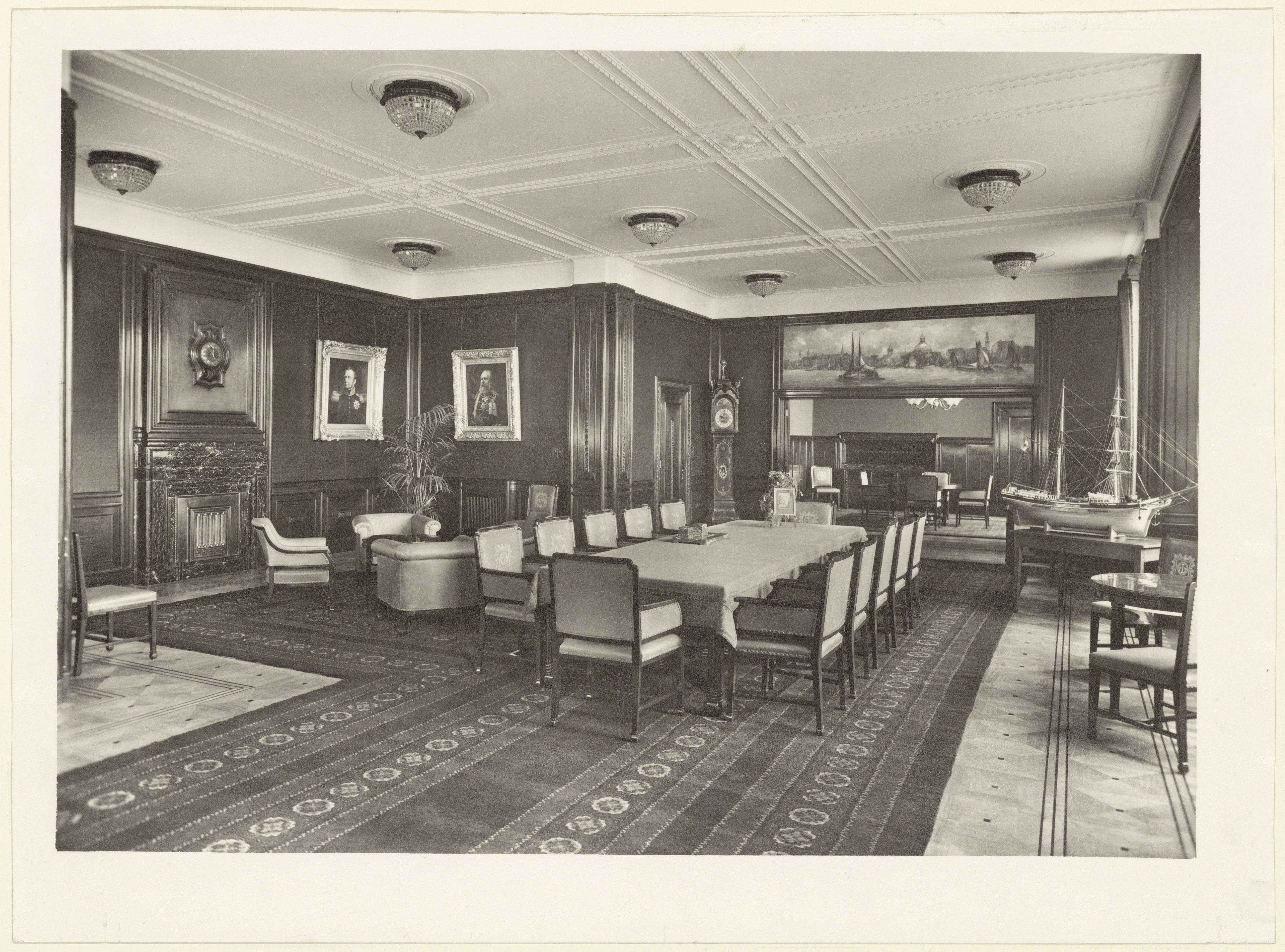
Directiekamer, vervaardigd door J.B. Hillen voor de Nederlandsche Handel-Maatschappij, Rokin 32 Amsterdam
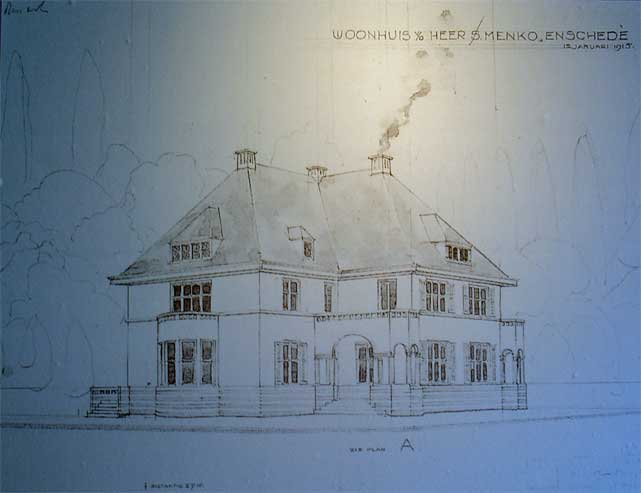
Ontwerp Menko-van-Dam huis in Enschede
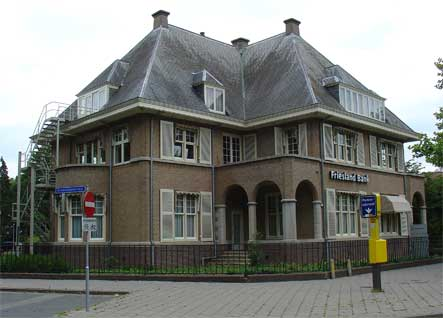
Menko-van-Dam huis
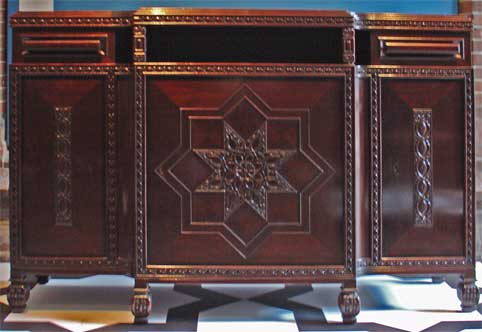
Kast voor het echtpaar Menko-van Dam
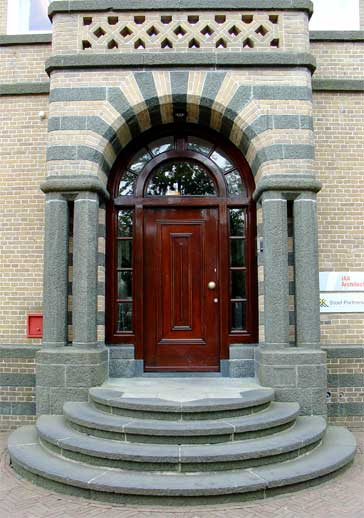
Entree van een villa in Enschede
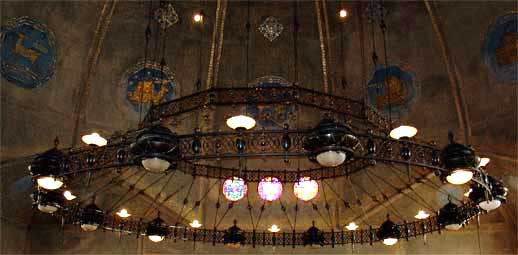
Lamp in de synagoge van Enschede
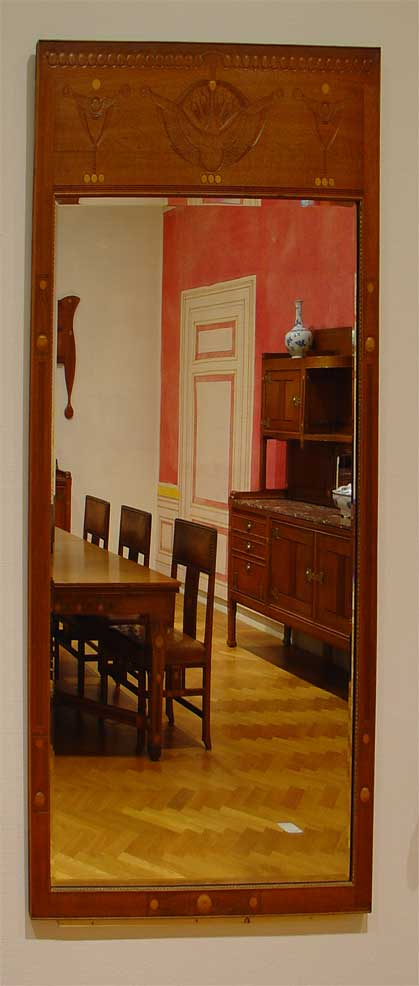
Eetkamer voor het echtpaar Schuurman-Gentis
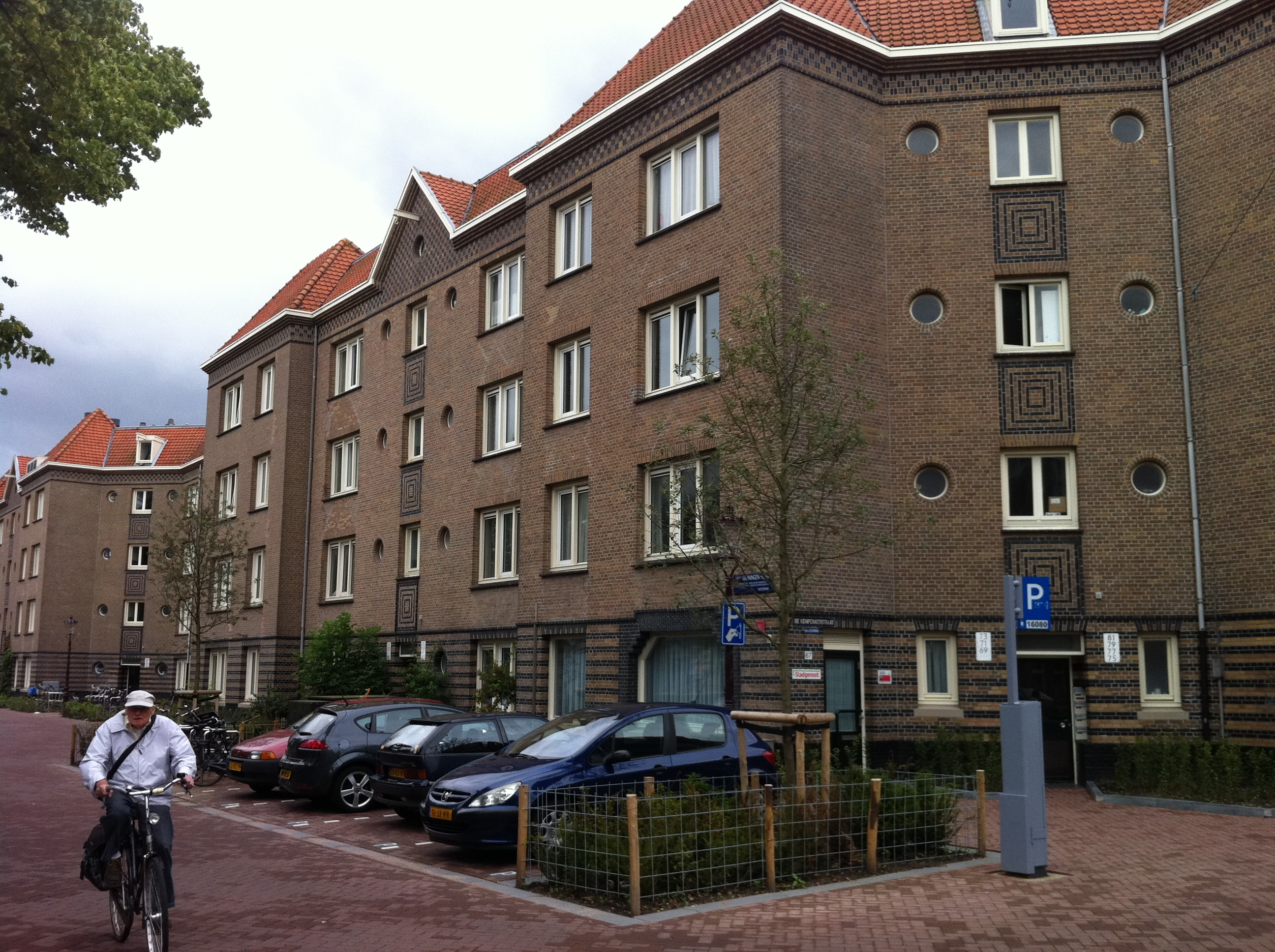
Arbeiderswoningen Van Beuningenplein Amsterdam-West
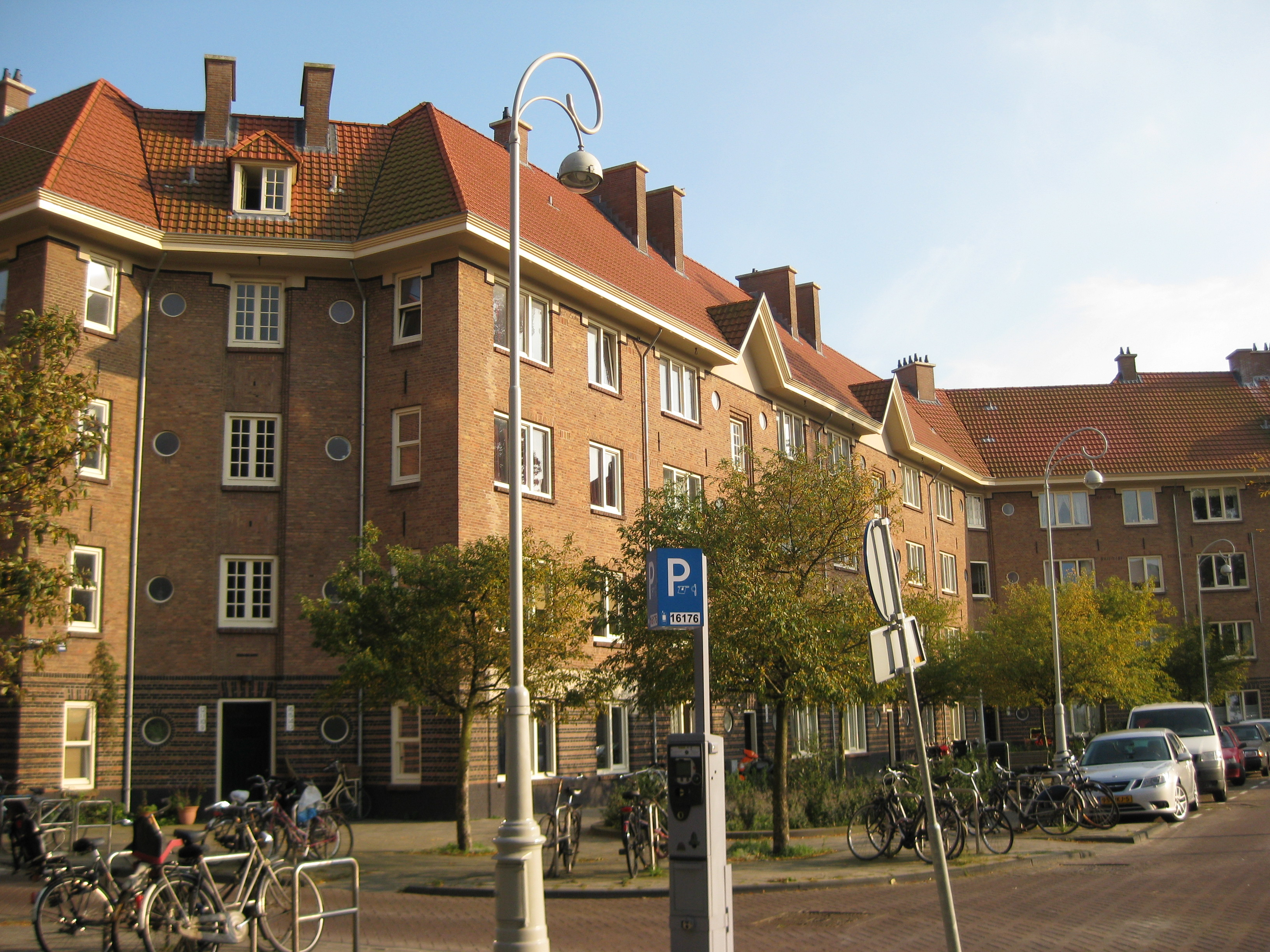
Identiek ontwerp Zaandammerplein Amsterdam-West
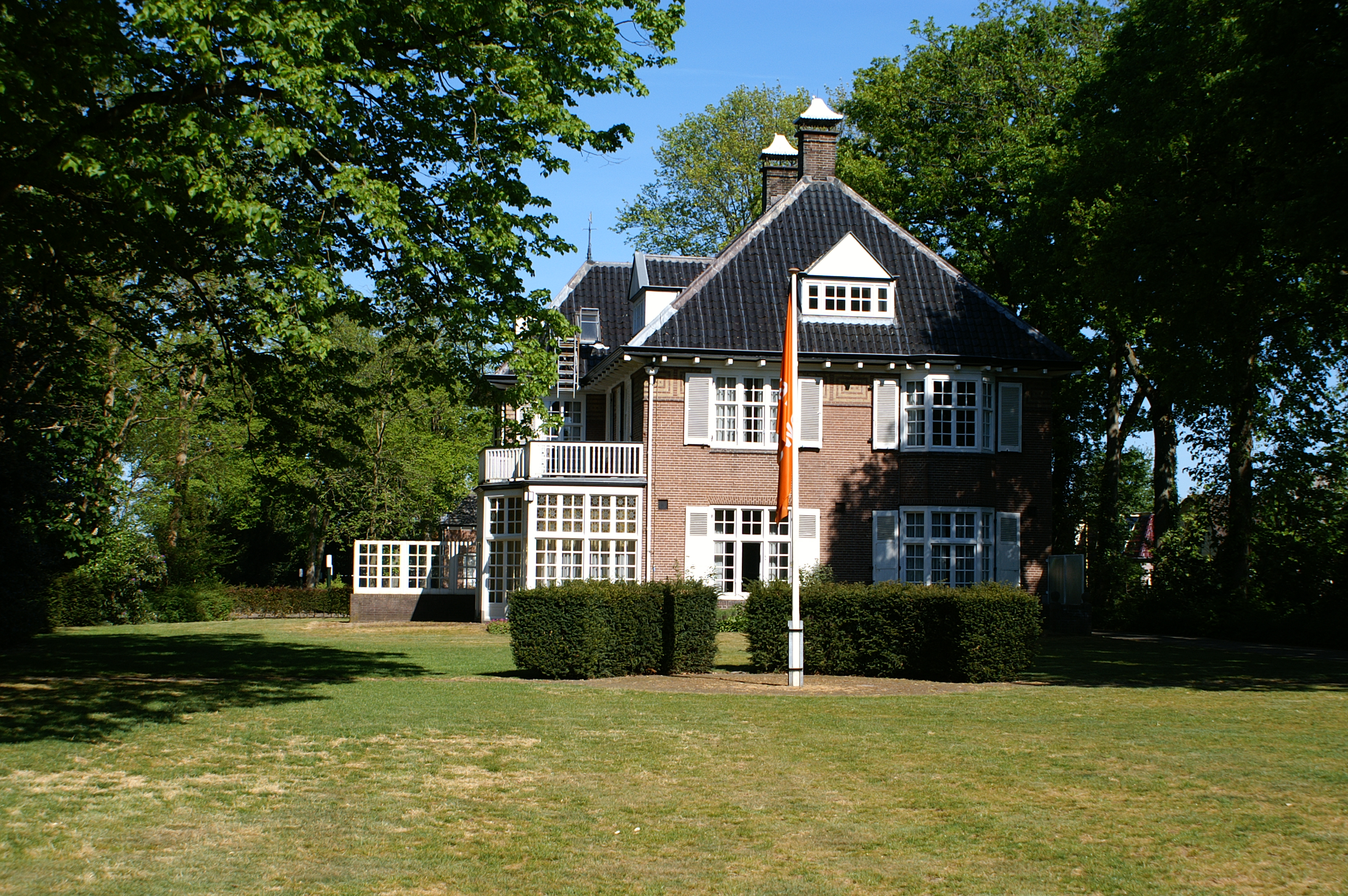
Woudoord in Oranjewoud
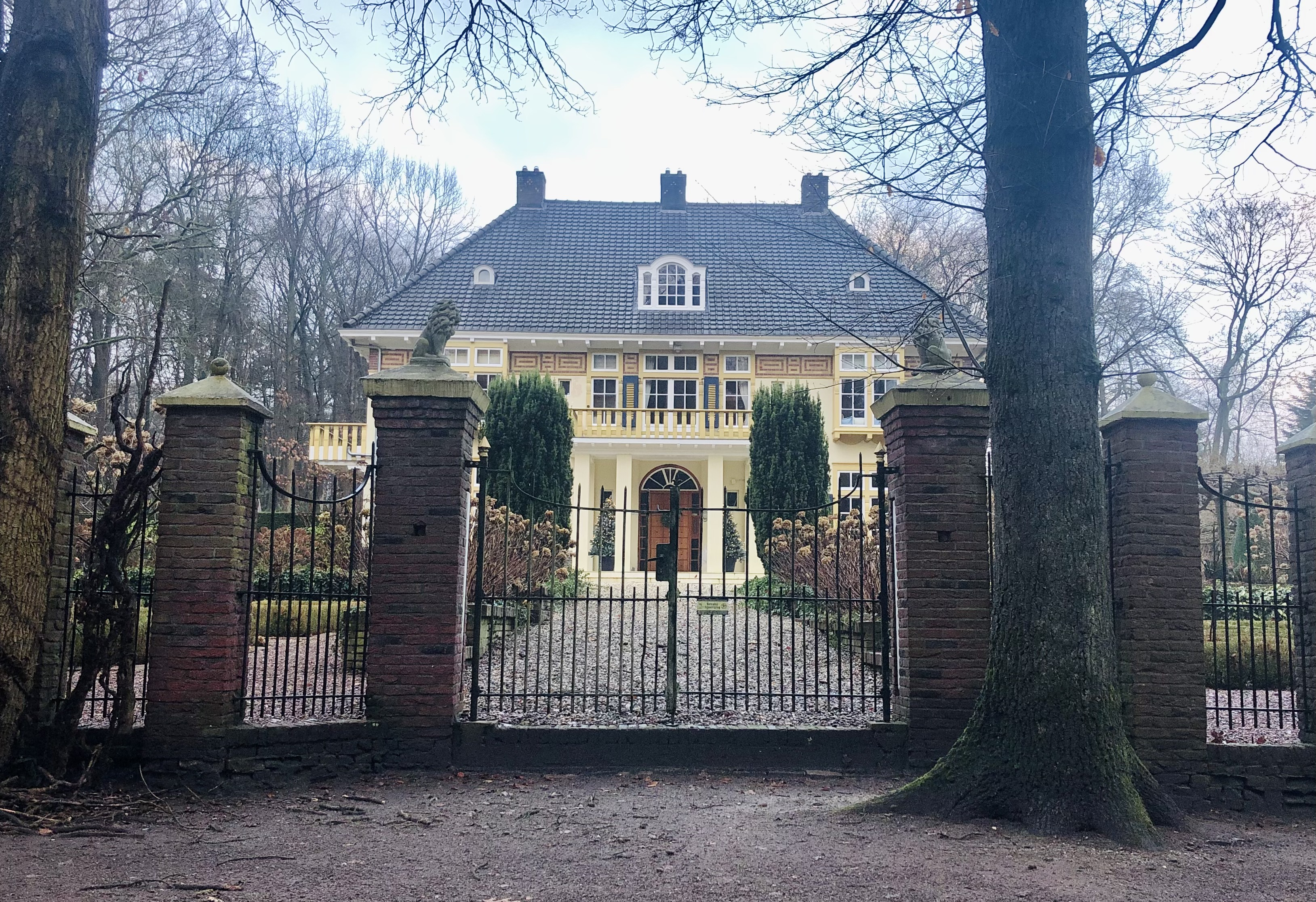
't Velt-huys in Hattem

## Trivia
- In 2022 werd in de gemeente Gooise Meren een nieuwe architectuurprijs, de De Bazelprijs Gooise Meren, in het leven geroepen om de ruimtelijke kwaliteit in deze gemeente te promoten en tevens de architect De Bazel te eren die in deze gemeente vele woningen ontworpen heeft en daar tot zijn dood woonachtig was.[2] De prijs is een voortzetting van de oude Bussumse Ruimtelijke Kwaliteitsprijs.